# Georges Perrin
Georges Perrin (18 de abril de 1892 — 10 de agosto de 1969) foi um ciclista francês que representou França competindo em cinco corridas de ciclismo de pista nos Jogos Olímpicos de Verão de 1908 e 1920.